# Moser (Unternehmen)

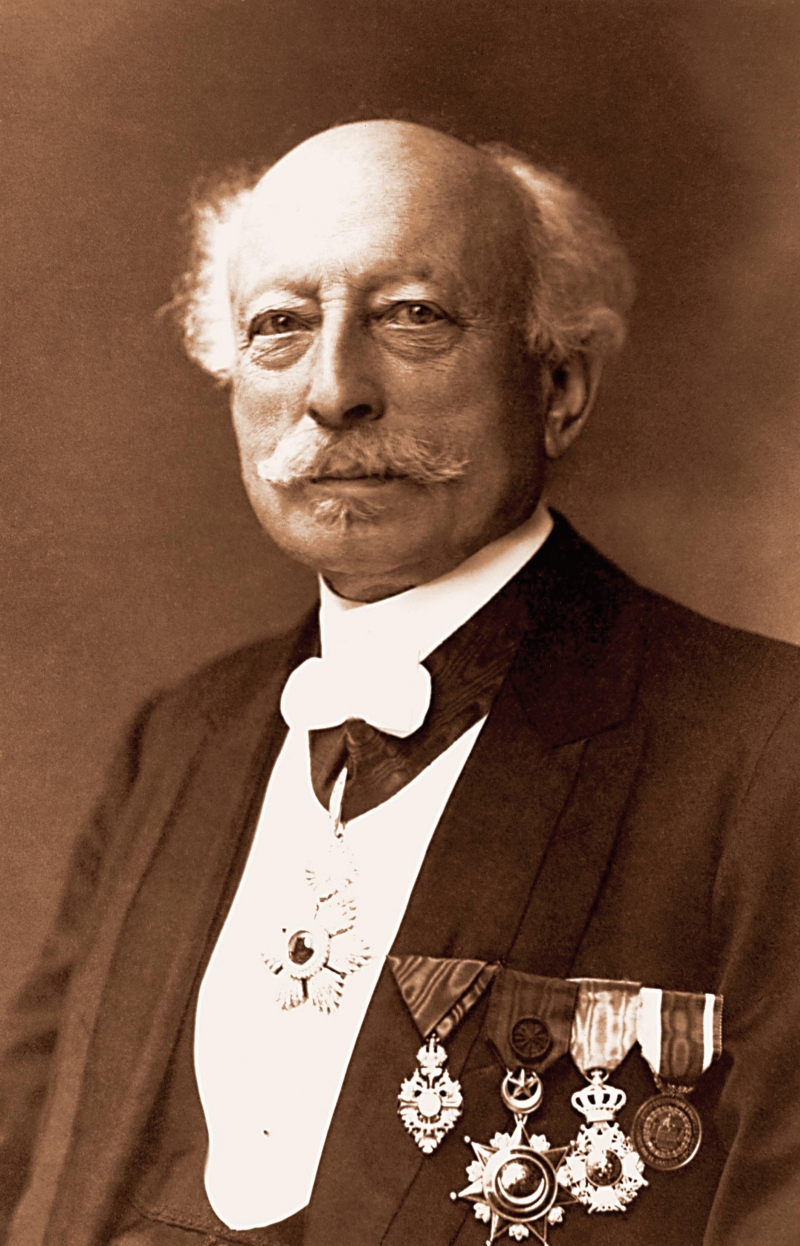
Der Gründer Ludwig Moser (nach 1908)

Moser, a.s. ist ein traditionsreicher tschechischer Glashersteller mit Sitz in Karlsbad. 

## Geschichte
1857 gründete Ludwig Moser ein Gravur- und Einzelhandelsgeschäft in Karlsbad. Er wurde als Ludwig Löwi Moser am 18. Juni 1833 in eine jüdische Familie geboren. Sein Vater, Lazar Moser, besaß eine Kantine, in der er rituelle Speisen anbot. Diese wurde unter anderem auch von Mitgliedern der Familie Rothschild bei ihren Kuraufenthalten regelmäßig besucht. Um 1873 gab es Niederlassungen in New York, London, Paris und Sankt Petersburg. 1893 eröffnete er seine eigene Glasfabrik. Seine Produkte wurden sehr erfolgreich. 
1901 erhielt er den Sonnen- und Löwenorden Dritter Klasse und wurde zum persischen Hoflieferanten, 1904 zum k.u.k. Hoflieferanten und 1908 zum Hoflieferanten von König Eduard VII. ernannt. 1915 wurde das Service 11660 für König Alfons XIII. von Spanien hergestellt. 1916 wurde Leo Moser der Nachfolger als Generaldirektor und künstlerischer Leiter.
1922 fusionierte Ludwig Moser mit den Glaswerken seines Neffen in Adolfov. 1923 präsentierte Leo Moser ein Trinkservice 11520 für Papst Pius XI. im Vatikan. 1925 eröffnete Moser seine erste Niederlassung in Prag. 1934 wurde die Glasfabrik an die Česká Unionbanka verkauft. Nach der Angliederung des Sudetenlandes an Deutschland im Herbst 1938 firmierte das Unternehmen als Glasmanufaktur Karlsbad AG.
1945 wurde der Betrieb enteignet und nationalisiert.
1947 gab Präsident Edvard Beneš das Splendid 10160 Service als Hochzeitsgeschenk an die Prinzessin Elisabeth. 1957 wurde für das 100-jährige Gründungsjubiläum die Glasschale Maria Theresia 801 hergestellt.
Nach der Wende wurde 1991 das Unternehmen wieder in eine Aktiengesellschaft umgewandelt. 1996 wurde die Unique Vase für den Thailändischen König Rama IX. hergestellt, ein Jahr danach ein Kreuz für Papst Johannes Paul II.
2003 beteiligte sich Moser an der Ausstellung „Maison & Objet“ in Paris zum ersten Male. 2005 wurde eine Niederlassung in Moskau eröffnet. 2007 feierte Moser sein 150-jähriges Jubiläum.

Die Glasfabrik von Moser (um 1893)
K.u.k. Hoflieferantendiplom für Ludwig Moser (1904)
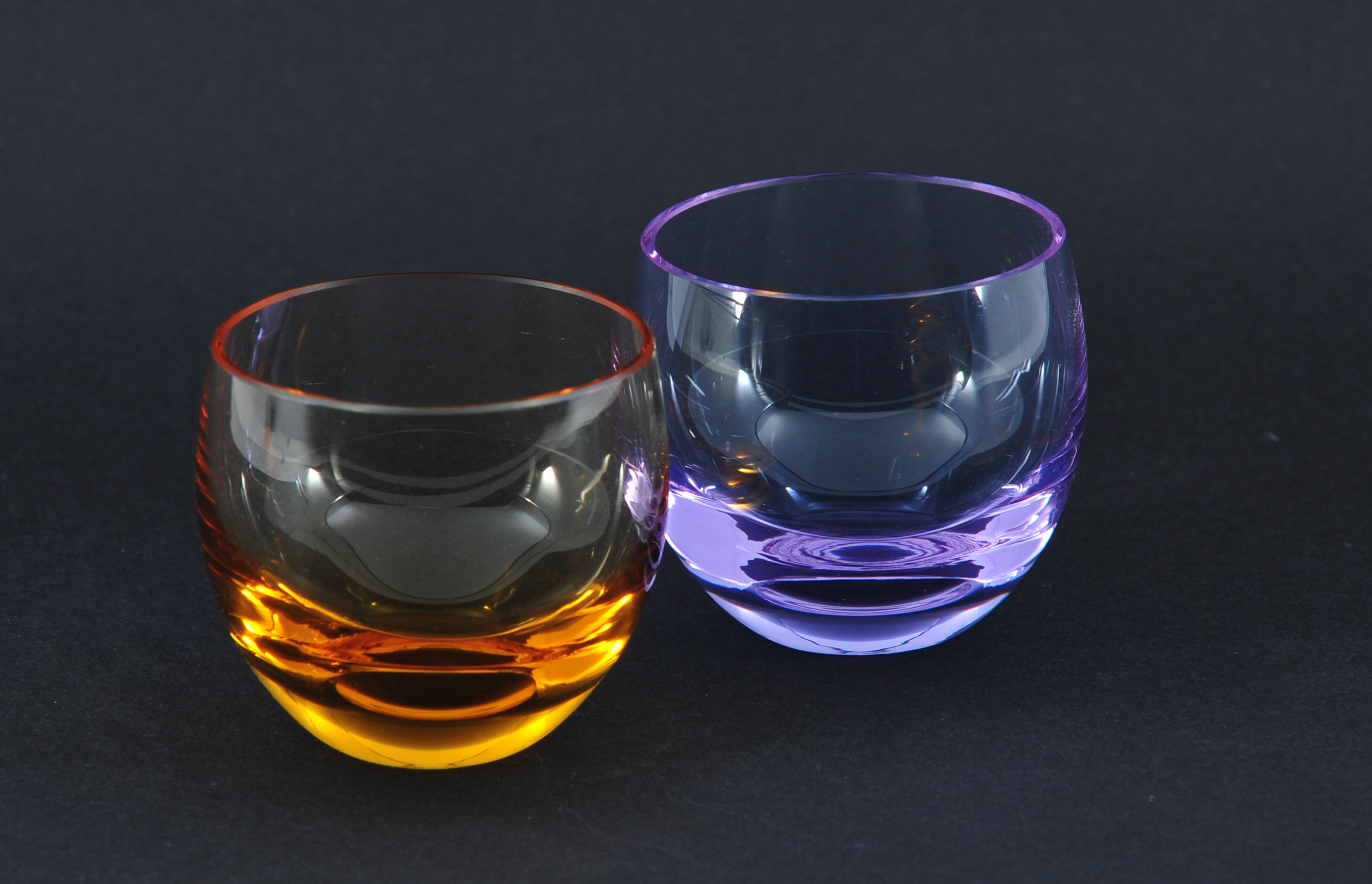
Farbige Likörgläser von Moser (1935)